# Goniopora fruticosa
Goniopora fruticosa är en korallart som beskrevs av William Saville-Kent 1891. Goniopora fruticosa ingår i släktet Goniopora och familjen Poritidae. IUCN kategoriserar arten globalt som livskraftig. Inga underarter finns listade i Catalogue of Life.